# Entalpía específica
La  entalpía específica “h” resulta de dividir la entalpía total entre la masa del sistema:
h = u + Pv 
La entalpía específica es una propiedad que aparece tabulada en tablas termodinámicas y a partir de ella se puede determinar el valor de la energía interna específica cuando esta no aparece en las tablas.
Como el volumen y la energía interna, la entalpía es una propiedad extensiva; por ende la entalpía específica o entalpía molar es intensiva.